# 팔라시오 데 데포르테스 데 라 코무니다드 데 마드리드
팔라시오 데 데포르테스 데 라 코무니다드 데 마드리드(스페인어: Palacio de Deportes de la Comunidad de Madrid), 또는 스폰서 명칭 위싱크 센터(WiZink Center)는 스페인 마드리드 지방 마드리드에 있는 실내 경기장이다. 수용 인원은 15,000명이다. 1960년에 지어졌지만, 2001년 화재로 전소되었으며, 2005년에 재건되었다.

## NBA프리시즌 경기
| 날짜             | 팀1             | 스코어    | 팀2                      |
| ---------------- | --------------- | --------- | ------------------------ |
| 2023년 10월 10일 | 댈러스 매버릭스 | 123 - 127 | 레알 마드리드 발론세스토 |